# Claude Makélélé
Pour les articles homonymes, voir Makélélé.
Claude Makélélé, né le 18 février 1973 à Kinshasa (Zaïre), est un footballeur international français reconverti en entraîneur.
Il évolue pendant sa carrière au poste de milieu récupérateur avec une grande réussite. Entre 1990 et 2011, il joue notamment pour le FC Nantes, l'Olympique de Marseille, le Real Madrid, Chelsea et le Paris Saint-Germain où il arrive en 2008 et termine sa carrière professionnelle. Il remporte de nombreux titres, notamment la Ligue des champions et la Coupe intercontinentale en 2002 et les championnats de France (1995), d'Espagne (2001 et 2003) et d'Angleterre (2005 et 2006).
Sa carrière en équipe de France s'étend sur treize années, de 1995 à 2008. Il manque les victoires de la Coupe du monde 1998 et à l'Euro 2000, mais il est un cadre de la sélection qui atteint la finale de la Coupe du monde 2006.
À la fin de sa carrière sportive, il reste au Paris Saint-Germain pour réaliser sa reconversion, devenant conseiller du directeur sportif Leonardo puis entraîneur adjoint de Carlo Ancelotti puis de Laurent Blanc. En 2014, il est nommé entraîneur du SC Bastia, en Ligue 1, mais les résultats ne sont pas au rendez-vous et l'expérience ne dure pas. Il est l'entraîneur de l'AS Eupen, en Division 1 belge, de novembre 2017 à juin 2019, puis d'Asteras en Grèce à l'automne 2024.

## Biographie

### Enfance et formation
Né à Kinshasa (Zaïre), Claude Makélélé passe ses quatre premières années chez sa grand-mère, avec sa mère, alors que son père, André-Joseph Makélélé, footballeur de haut niveau, est en exil en Belgique. Lorsqu'il a cinq ans, sa famille se rassemble à Épinay-sous-Sénart, en France. Il joue alors à l'US Boussy-Saint-Antoine, puis à l'US Melun, avec Lilian Thuram.
Claude Makélélé devient professionnel en signant au Brest Armorique FC, en 1991, où il joue milieu droit. Il doit quitter prématurément le club breton, en décembre 1991, lorsque ce dernier fait faillite et est rétrogradé administrativement en troisième division.

### Révélation au FC Nantes (1991-1997)
Sollicité par plusieurs clubs de première division, Makélélé est recruté par le FC Nantes, en décembre 1991, alors qu'il avait encore dix-huit ans. Robert Budzynski, directeur sportif nantais, a déclaré avoir reconnu en lui le « nouvel Emmanuel Petit ». Le joueur rejoint alors les rangs du FC Nantes et débute en division 1, le 8 août 1992, dans un match opposant Nantes à Metz (0-0).
Au début de la saison 1992-1993, Makélélé faisait déjà partie de l'équipe première nantaise, évoluant alors en première division française.
En 1994-1995, il participe à la Coupe de l'UEFA, échouant en quarts de finale contre le Bayer Leverkusen. Cette saison là, il marque le plus beau but de sa carrière contre Strasbourg.
La saison suivante, il aide le club à atteindre les demi-finales de la Ligue des champions de l'UEFA en 1995-1996, où il est éliminé par la Juventus.
Il remporte avec les Canaris le titre de champion de France en 1995 qui obtiennent le record d'invincibilité de 32 matchs. Au poste de milieu défensif, Makélélé est l'une des pièces maîtresses des Nantais, ce qui lui vaut de connaître sa première sélection en équipe de France.

### Confirmation à l'OM puis Vigo (1997-2000)
En 1997, Makélélé quitte Nantes pour rejoindre l'Olympique de Marseille. Mais après une saison moyennement convaincante où il inscrit tout de même trois buts lors de cette saison dans la cité phocéenne, il part rebondir en Espagne, au Celta Vigo.
Makélélé est transféré au Celta Vigo où il passe deux saisons réussies au club galicien. En jouant aux côtés d'Aleksandr Mostovoi, Valeri Karpin, Haim Revivo et Míchel Salgado, le Celta a remporté des victoires historiques telles que 4-1 contre Liverpool et 4-0 contre la Juventus en Coupe UEFA 1999 et 2000 perdus pour deux saisons consécutives en quarts de finale.
L'entraîneur Víctor Fernández, estimant disposer de joueurs plus créatifs que Makélélé, décide de le replacer au poste de milieu défensif où il bénéficie de la présence et des conseils de son coéquipier au même poste Mazinho.
Il devient dans ce club un des meilleurs milieux de terrain défensifs de la Liga. Après deux saisons au Celta, il est recruté par le prestigieux Real Madrid.

### Niveau mondial au Real Madrid (2000-2003)
Son transfert est tourmenté, le Celta Vigo souhaitant obtenir une indemnité deux fois supérieure à celle maximum envisagée par le Real Madrid qui est de quinze millions d'euros. Makélélé a refusé de s'entraîner jusqu'à la résolution de son contrat. Enfin, Celta est contraint à contrecœur de le vendre pour quatorze millions d'euros, bien moins que leur valorisation du joueur.
Le transfert de Makélélé au Real, davantage souhaité par l'entraîneur Vicente del Bosque que le président du club Florentino Pérez, marque un véritable tournant dans sa carrière. Non seulement il rejoint l'un des meilleurs clubs d'Europe avec lequel il remporte la Ligue des champions en 2002, mais il retrouve également le contact avec l'équipe de France. En effet, arrivé au club pour être le nouveau milieu défensif après le départ de Fernando Redondo au Milan AC, au milieu des stars « galactiques » du Real Madrid (Zidane, Figo, Ronaldo, Raul ou encore Morientes).
Au Real, Makélélé a considérablement accru son bilan, remportant deux championnats espagnols, la Ligue des champions, la Supercoupe d'Espagne, la Supercoupe de l'UEFA et la Coupe Intercontinentale. Toujours présent dans l'équipe du Real Madrid de Vicente del Bosque, Makélélé s'est également imposé comme l'un des meilleurs milieux de terrain défensifs au monde.
Le natif de Kinshasa devient par sa faculté à récupérer beaucoup de ballons et sa qualité de relance, un élément essentiel à l'équilibre de l'équipe madrilène qui est alors considérée comme la meilleure au monde.
Malgré sa valeur pour l'équipe, Makélélé était l'un de ses membres les moins (relativement) bien payés, gagnant une fraction de celle versée à ses coéquipiers « galactiques ». Durant le premier semestre 2003, la direction du club lui promet verbalement de prolonger et revaloriser son contrat, une promesse qui disparaît après le recrutement par le Real Madrid de David Beckham. Makélélé décide alors d'aller au bras de fer avec son club en vue d'être transféré à Chelsea en refusant de participer à certains entraînements en y apportant une justification médicale. Le transfert est finalement réalisé. Florentino Pérez critique alors son ancien joueur, indiquant qu'il « ne nous manquera pas ».

### Chelsea FC

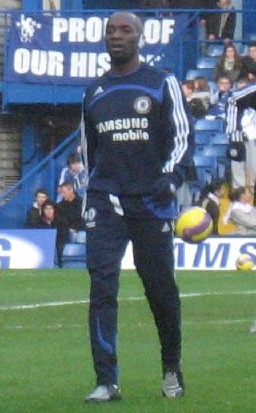
Makélélé sous les couleurs de Chelsea.

En 2003, n'obtenant pas de la part du Real la revalorisation espérée de son contrat, le joueur part rejoindre l'ambitieux club londonien de Chelsea, avec lequel il confirme qu'il fait partie des tout meilleurs joueurs du monde à son poste.
À l'été 2003, Makélélé a signé pour Chelsea pour 16,8 millions de livres sterling, où le manager Claudio Ranieri a proclamé que Makélélé serait la « batterie » de l'équipe.
Lancé en Premier League le 13 septembre contre Tottenham (4-2), Makélélé s'habitue rapidement à l'exigence physique du championnat anglais mais moins au calendrier (matchs à 11h, Boxing-Day). Il enchaîne rapidement avec déjà 29 rencontres jouées les six premiers mois.
Chelsea a terminé deuxième de la Premier League et a été éliminé par Monaco en demi-finale la Ligue des champions de l'UEFA en 2003-2004.
Après le limogeage de Ranieri et sa succession par José Mourinho, Makélélé a été un acteur clé de la saison 2004-2005 de Chelsea, remportant à la fois la Premier League et la Coupe de la Ligue. Ses qualités défensives ont permis à Frank Lampard, Joe Cole, Arjen Robben, Damien Duff, Eidur Guðjohnsen et Didier Drogba de faire valoir leurs talents d'attaquant. L'importance de Makélélé a été reconnue par Mourinho, qui l'a déclaré « Joueur de l'année ».
Pour clore la saison 2004-2005 du Français, il a été autorisé à tirer un penalty accordé à Chelsea lors du match de remise du trophée de Premier League contre Charlton Athletic. Le gardien de Charlton Stephan Andersen sort le premier tir, mais Makélélé marque sur l’arrêt non bloqué. En septembre 2005, il a été sélectionné comme membre du FIFPro World XI.
La saison suivante, il remporte à la fois le Community Shield et la Premier League en 2006. Mais Makélélé commence à accuser le poids des années et Mourinho sera contraint de faire descendre alternativement Lampard et Michael Essien au milieu de terrain afin d’alléger la pression sur Makélélé.
Le 5 novembre 2006, lors d'une rencontre de championnat contre Tottenham, Makélélé marque son deuxième but pour le club. Une volée de curling difficile depuis le bord de la surface de jeu de dix-huit mètres qui a propulsé le gardien Paul Robinson vers la gauche du but. Le 5 décembre 2006, lors d'un match de Coupe de la Ligue contre Newcastle United, Makélélé porte le brassard du capitaine en l'absence de John Terry et avec Frank Lampard au repos. En 2007, il remporte la Coupe d'Angleterre et la Coupe de la Ligue.
La saison 2007-2008 est une période de renaissance pour Makélélé, âgé de 35 ans, il joue la majorité des matches de Chelsea.Ceci malgré une infection de l'oreille, il  regagne sa place et  force Michael Essien à la position d'arrière droit, poussant ainsi Juliano Belletti sur le banc des remplaçants. Makélélé jouera un rôle déterminant dans la course de Chelsea à la finale de la Ligue des Champions 2008 sous la direction du manager Avram Grant; l'équipe étant vaincue par Manchester United lors d'une séance de tirs au but, après un nul de 1 à 1. Il devient cette saison-là, le joueur ayant disputé le plus de demi-finales de Ligue des Champions de toute l'histoire du football. Huit au total, une avec Nantes, trois avec le Real Madrid et quatre avec Chelsea.
Makélélé est à ce jour l'un des seuls Français, avec Thierry Henry et Kingsley Coman, à avoir remporté trois championnats européens différents : les championnats de France avec Nantes en 1995, d'Espagne avec le Real Madrid en 2001 et 2003 et d'Angleterre avec Chelsea en 2005 et 2006.

### Paris Saint-Germain

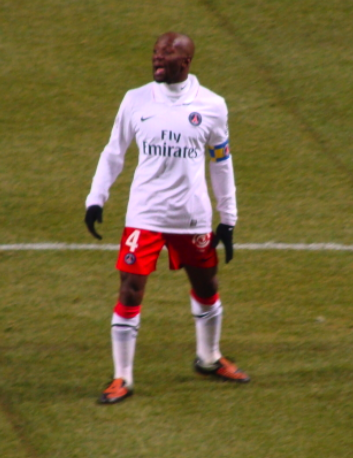
Makélélé sous les couleurs du Paris Saint-Germain.

Le 21 juillet 2008, il s'engage avec le Paris Saint-Germain pour un contrat d'un an plus une année supplémentaire s'il le souhaite. Il devient le nouveau capitaine de l'équipe. Il fait une assez bonne saison avec le Paris Saint-Germain et décide alors de poursuivre l'aventure pour une saison supplémentaire. Claude Makélélé inscrit son unique but avec le Paris Saint-Germain lors d'un match contre le RC Lens (1-1) le 16 décembre 2009, à la suite d'un double contact face au gardien Vedran Runje.
Il prolonge d'un an son contrat avec le Paris Saint-Germain après la victoire de son équipe en finale de la Coupe de France 2010. Le 24 novembre 2010, il annonce qu'à 38 ans ce sera la dernière saison de sa carrière. Malgré son âge, Claude Makélélé continue d'être titulaire et capitaine au Paris Saint-Germain lors de la saison 2010-11. Son expérience, sa vision du jeu et sa science du placement faisant de lui un joueur essentiel au milieu de terrain qui amènera le Paris Saint-Germain à la 2e place de Ligue 1 lors de la trêve hivernale. Il joue son 100e match sous le maillot parisien le 23 janvier 2011 lors du 16e de finale de la Coupe de France contre Agen. Il met un terme à sa carrière à 38 ans, lors de la 38e et dernière journée de Ligue 1 opposant le Paris Saint-Germain à l'AS Saint-Étienne le 29 mai 2011.

### En équipe nationale (1995-2008)
Makélélé est l'une des pièces maîtresses des Nantais lorsqu'il connaît sa première sélection en équipe de France, le 22 juillet 1995 face à la Norvège (0-0). Il a ensuite représenté son pays aux Jeux olympiques d'été de 1996.
Victime de la forte concurrence à son poste chez les Bleus mais également de ses performances erratiques en club puis de son exil réussi mais peu médiatique au Celta Vigo, Makélélé n'est que rarement appelé en équipe nationale depuis sa première sélection en 1995. Il passe ainsi à côté des triomphes de 1998 et 2000.
À partir de 2000, s'étant affirmé comme indispensable dans l'entrejeu madrilène, Makélélé trouve une place plus régulière en sélection nationale.
En réussite en club avec Chelsea, cela contraste avec ses prestations en équipe de France. Car même si Makélélé a su gagner sa place chez les Bleus, ses performances sont loin de convaincre. Après l'Euro 2004, il annonce sa retraite internationale en septembre 2004 afin de se concentrer avec son club Chelsea, mais onze mois plus tard, en août 2005, lui et ses compatriotes Zinédine Zidane et Lilian Thuram ont été persuadés de quitter leur retraite pour aider la France à se qualifier pour la Coupe du monde 2006 en Allemagne.
Durant l'été 2005, sollicité avec insistance par Raymond Domenech, il revient sur sa décision, et contribue à la qualification de la France pour la Coupe du monde 2006. Makélélé retrouve alors son statut de milieu de terrain indispensable aux Bleus. Le 13 juin 2006, lors du match de Coupe du monde France - Suisse, il est désigné homme du match par la FIFA. Les performances de Makélélé en tant que spoiler infatigable au milieu de terrain ont été inestimables pour la progression de la France vers la finale en battant l'Espagne, le champion du monde Brésil et le Portugal finaliste de l'Euro 2004. Son partenariat avec Patrick Vieira dans le milieu défensif s'est avéré efficace car l'équipe n'a concédé que trois buts en sept matchs, un décompte seulement battu par les futurs champions du monde italiens, vainqueurs de la finale contre Les Bleus, le 9 juillet 2006.
Après être revenu plusieurs fois sur sa retraite internationale, notamment pour les qualifications à l'Euro 2008 (mais toujours rappelé par Domenech), le joueur annonce d'abord qu'il ne compte pas participer au tournoi en Suisse et en Autriche. Cependant, il a été appelé par le sélectionneur pour les matchs contre la Géorgie et l'Italie.
Interrogé sur le fait que Makélélé a été appelé dans son équipe nationale malgré son opposition lors d'une interview sur Sky Sports, le manager de Chelsea, José Mourinho, a accusé l'entraîneur national de traiter Makélélé comme un « esclave » et de refuser d'honorer sa retraite.
Il revient sur sa décision en novembre 2007, peu après la qualification de l'équipe de France, en précisant que ce tournoi, en cas de sélection, serait sa dernière compétition internationale. Après la déroute de l'équipe de France à l'Euro 2008 (élimination au premier tour). il déclare le 18 juin 2008 qu'il met fin à sa carrière en équipe nationale.

### Reconversion (depuis 2011)
Claude Makélélé effectue sa reconversion au sein du Paris Saint-Germain. Après avoir été conseiller du directeur sportif Leonardo, il devient l'entraîneur adjoint de Carlo Ancelotti le 30 décembre 2011 puis de Laurent Blanc le 1er juillet 2013.
Le 24 mai 2014, Claude Makélélé devient le nouvel entraîneur du SC Bastia. Il s'y engage pour deux saisons. Son premier match en tant qu'entraîneur est face à l'Olympique de Marseille qui se termine sur un match nul 3-3. Deux semaines plus tard, il gagne son premier match face à Toulouse sur le score de 1-0 grâce à un penalty de Ryad Boudebouz.
Le 3 novembre 2014, le SC Bastia annonce dans un communiqué qu'il a décidé de se séparer de Claude Makélélé en raison de mauvais résultats. En effet, après douze journées, le club corse pointe à la 19e place avec dix points dont deux victoires seulement. Quelques jours plus tard, il annonce vouloir « terminer [ses] diplômes, voyager un peu, voir les matchs, rencontrer [ses] ex-entraîneurs, approfondir la communication, l’approche avec un groupe, ce qui va [lui] permettre d’être encore plus solide ».
Le 7 janvier 2016, il est nommé au poste de directeur technique de l'AS Monaco, il prend la suite de Luis Campos, devenu responsable de la cellule recrutement du club. Il aura pour rôle d’assister le vice-président Vadim Vasilyev. Finalement, il quitte son poste à la fin de la saison regrettant l'absence d'une vraie relation de confiance avec Leonardo Jardim.
Il vient renforcer le staff de Swansea le 11 janvier 2017, le club étant alors 19e de Premier League. Il y retrouve Paul Clement qui faisait partie de l'équipe technique de José Mourinho à Chelsea alors que Makélélé y était joueur, ils se sont également côtoyés au Paris Saint-Germain, étant tous les deux adjoints de Carlo Ancelotti lors de la saison 2012-2013. Le maintien acquis, il est prolongé au sein du club gallois.
Le 6 novembre 2017, il est nommé entraineur du club KAS Eupen, alors dernier du championnat de Belgique. Il parvient à sauver in extremis le club de la relégation à la fin de la saison. Arrivé aux commandes du club au milieu de la saison 2017-18, il a maintenu deux fois Eupen en Jupiler Pro League. Le 14 juin 2019, il a été limogé mais reste ambassadeur du club belge, « pour les projets sociaux ». Il quitte définitivement le club en août 2019.
Le 2 août 2019, il arrive à Chelsea en tant que conseiller technique. Il suit les performances techniques des joueurs pendant les matches et les entraînements mais aussi les performances des joueurs en prêt.
Le 20 novembre 2020, il devient le nouveau consultant de la chaîne Téléfoot, dans Culture Foot Champions, animée par Thibault Le Rol. Claude Makélélé interviendra aux côtés des deux autres consultants Ligue des champions de la chaîne : Andoni Zubizarreta et Fabrizio Ravanelli.
En mai 2021, Claude Makélélé a été nommé au poste d'ambassadeur du football congolais.
Makélélé a été nommé entraîneur principal du club grec du PAE Astéras Trípolis le 14 septembre 2024. Il démissionne le 7 octobre 2024 à la suite de divergences avec la direction.

## Style de jeu
Dans un rôle de milieu de terrain défensif, Claude Makélélé était un joueur extrêmement sécurisant. Très endurant, capable de ratisser, récupérer, protéger de son corps et de passer sans risque le ballon, sans geste technique extraordinaire ni vitesse apparente, il a souvent été regretté par ses coéquipiers après son départ de leur club.
Sa force physique malgré sa petite taille, combinée à son centre de gravité bas, lui a également donné un excellent équilibre sur le ballon dans des espaces limités, ce qui lui a permis de conserver la possession contre plus d'adversaires physiques. En plus de ses compétences défensives, Makélélé était également connu pour sa ténacité, sa conscience, sa constance et sa forte mentalité .

## Vie privée
Claude Makélélé a grandi en parlant dans sa famille le lingala, une des langues nationales du Zaïre. Il acquiert la nationalité française par naturalisation le 23 juillet 1992.
En 2003, il s’engage auprès d’Amnesty International pour dénoncer la guerre civile au Congo-Kinshasa. En lingala, Makelele signifie « beaucoup de bruit ».
De 2004 à 2008, Claude Makélélé a été en couple avec Noémie Lenoir, ils ont eu un petit garçon prénommé Kelyan, né en 2005. Claude Makélélé est également le père d'une fille, Shana née en 2001, d'une relation précédente.
En 2006, il devient « ambassadeur de Lourdes pour la paix ».

## Statistiques
| Saison                | Club                   | Championnat           | Championnat | Championnat | Coupe nationale | Coupe nationale | Coupe de la Ligue | Coupe de la Ligue | Supercoupe | Supercoupe | Compétition(s) continentale(s) | Compétition(s) continentale(s) | Compétition(s) continentale(s) | Supercoupe UEFA | Supercoupe UEFA | Coupe intercontinentale | Coupe intercontinentale | Total | Total |
| Saison                | Club                   | Division              | M.          | B.          | M.              | B.              | M.                | B.                | M.         | B.         | Comp.                          | M.                             | B.                             | M.              | B.              | M.                      | B.                      | M.    | B.    |
| 1992-1993             | FC Nantes Atlantique   | Division 1            | 34          | 1           | 6               | 0               | -                 | -                 | -          | -          | -                              | -                              | -                              | -               | -               | -                       | -                       | 40    | 1     |
| 1993-1994             | FC Nantes Atlantique   | Division 1            | 30          | 0           | 4               | 1               | -                 | -                 | -          | -          | C3                             | 2                              | 0                              | -               | -               | -                       | -                       | 36    | 1     |
| 1994-1995             | FC Nantes Atlantique   | Division 1            | 36          | 3           | 2               | 0               | 1                 | 1                 | -          | -          | C3                             | 8                              | 1                              | -               | -               | -                       | -                       | 47    | 5     |
| 1995-1996             | FC Nantes Atlantique   | Division 1            | 33          | 0           | 1               | 0               | 1                 | 0                 | 1          | 0          | C1                             | 9                              | 0                              | -               | -               | -                       | -                       | 45    | 0     |
| 1996-1997             | FC Nantes Atlantique   | Division 1            | 36          | 5           | -               | -               | 1                 | 0                 | -          | -          | -                              | -                              | -                              | -               | -               | -                       | -                       | 37    | 5     |
| Sous-total            | Sous-total             | Sous-total            | 169         | 9           | 13              | 1               | 3                 | 1                 | 1          | 0          | -                              | 19                             | 1                              | -               | -               | -                       | -                       | 205   | 12    |
| 1997-1998             | Olympique de Marseille | Division 1            | 32          | 2           | 2               | 0               | 2                 | 1                 | -          | -          | -                              | -                              | -                              | -               | -               | -                       | -                       | 36    | 3     |
| Sous-total            | Sous-total             | Sous-total            | 32          | 2           | 2               | 0               | 2                 | 1                 | -          | -          | -                              | -                              | -                              | -               | -               | -                       | -                       | 36    | 3     |
| 1998-1999             | Celta de Vigo          | Liga                  | 36          | 2           | 1               | 0               | -                 | -                 | -          | -          | C3                             | 7                              | 0                              | -               | -               | -                       | -                       | 44    | 2     |
| 1999-2000             | Celta de Vigo          | Liga                  | 34          | 1           | 1               | 0               | -                 | -                 | -          | -          | C3                             | 9                              | 2                              | -               | -               | -                       | -                       | 44    | 3     |
| Sous-total            | Sous-total             | Sous-total            | 70          | 3           | 2               | 0               | -                 | -                 | -          | -          | -                              | 16                             | 2                              | -               | -               | -                       | -                       | 88    | 5     |
| 2000-2001             | Real Madrid            | Liga                  | 33          | 0           | -               | -               | -                 | -                 | -          | -          | C1                             | 14                             | 1                              | 1               | 0               | 1                       | 0                       | 49    | 1     |
| 2001-2002             | Real Madrid            | Liga                  | 32          | 1           | 6               | 0               | -                 | -                 | 2          | 0          | C1                             | 13                             | 0                              | -               | -               | -                       | -                       | 53    | 1     |
| 2002-2003             | Real Madrid            | Liga                  | 29          | 0           | -               | -               | -                 | -                 | -          | -          | C1                             | 11                             | 0                              | 1               | 0               | 1                       | 0                       | 42    | 0     |
| 2003-2004             | Real Madrid            | Liga                  | -           | -           | -               | -               | -                 | -                 | 1          | 0          | -                              | -                              | -                              | -               | -               | -                       | -                       | 1     | 0     |
| Sous-total            | Sous-total             | Sous-total            | 94          | 1           | 6               | 0               | -                 | -                 | 3          | 0          | -                              | 38                             | 1                              | 2               | 0               | 2                       | 0                       | 145   | 2     |
| 2003-2004             | Chelsea FC             | Premier League        | 30          | 0           | 3               | 0               | 2                 | 0                 | -          | -          | C1                             | 11                             | 0                              | -               | -               | -                       | -                       | 46    | 0     |
| 2004-2005             | Chelsea FC             | Premier League        | 36          | 1           | -               | -               | 4                 | 0                 | -          | -          | C1                             | 10                             | 0                              | -               | -               | -                       | -                       | 50    | 1     |
| 2005-2006             | Chelsea FC             | Premier League        | 31          | 0           | 3               | 0               | -                 | -                 | 1          | 0          | C1                             | 6                              | 0                              | -               | -               | -                       | -                       | 41    | 0     |
| 2006-2007             | Chelsea FC             | Premier League        | 29          | 1           | 2               | 0               | 6                 | 0                 | -          | -          | C1                             | 9                              | 0                              | -               | -               | -                       | -                       | 46    | 1     |
| 2007-2008             | Chelsea FC             | Premier League        | 18          | 0           | 1               | 0               | 2                 | 0                 | -          | -          | C1                             | 13                             | 0                              | -               | -               | -                       | -                       | 34    | 0     |
| Sous-total            | Sous-total             | Sous-total            | 144         | 2           | 9               | 0               | 14                | 0                 | 1          | 0          | -                              | 49                             | 0                              | -               | -               | -                       | -                       | 217   | 2     |
| 2008-2009             | Paris Saint-Germain    | Ligue 1               | 34          | 0           | 1               | 0               | -                 | -                 | -          | -          | C3                             | 5                              | 0                              | -               | -               | -                       | -                       | 40    | 0     |
| 2009-2010             | Paris Saint-Germain    | Ligue 1               | 31          | 1           | 5               | 0               | -                 | -                 | -          | -          | -                              | -                              | -                              | -               | -               | -                       | -                       | 36    | 1     |
| 2010-2011             | Paris Saint-Germain    | Ligue 1               | 33          | 0           | 3               | 0               | 2                 | 0                 | 1          | 0          | C3                             | 3                              | 0                              | -               | -               | -                       | -                       | 42    | 0     |
| Sous-total            | Sous-total             | Sous-total            | 98          | 1           | 9               | 0               | 2                 | 0                 | 1          | 0          | -                              | 8                              | 0                              | -               | -               | -                       | -                       | 118   | 1     |
| Total sur la carrière | Total sur la carrière  | Total sur la carrière | 607         | 18          | 41              | 1               | 21                | 2                 | 6          | 0          | -                              | 130                            | 4                              | 2               | 0               | 2                       | 0                       | 809   | 25    |

## Palmarès

### En équipe nationale
- Finaliste de la Coupe du monde 2006

### En club
| - FC Nantes - Champion de France en 1995 - Finaliste de la Coupe de France en 1993 | - Real Madrid - Vainqueur de la Ligue des champions en 2002 - Vainqueur de la Coupe intercontinentale en 2002 - Vainqueur de la Supercoupe de l'UEFA en 2002 - Champion d'Espagne en 2001 et 2003 - Finaliste de la Coupe d'Espagne en 2002 - Vainqueur du Trophée de La Línea de la Concepción en 2000 - Vainqueur du Tournoi Santiago Bernabéu en 2000 | - Chelsea FC - Finaliste de la Ligue des champions en 2008 - Champion d'Angleterre en 2005 et 2006 - Vainqueur du Community Shield en 2005 - Vainqueur de la Coupe d'Angleterre en 2007 - Vainqueur de la Coupe de la Ligue anglaise en 2005 et 2007 | - Paris Saint Germain - Vainqueur de la Coupe de France en 2010 - Finaliste de la Coupe de France en 2011 |

### Distinctions individuelles
- 13e au Ballon d'or 2005
- Joueur de l'année de Chelsea en 2006
- Membre de l'équipe type de FIFPro World XI en 2005
- Nommé dans l'équipe type de la décennie établie par ESPN en 2009[31]
- Nommé dans l'équipe type de la décennie établie par Goal.com en 2009[32]
- Trophée d'honneur UNFP en 2010[33]

## Citations
- Dans le documentaire post-Coupe du monde 2006 « Rendez-vous le 9 juillet », Zidane et Henry reviennent sur ce quart de finale en rappelant que la Seleçao comptait en ses rangs d'immenses joueurs. « Cinq étoiles sur le maillot, ce n'est pas l'équipe du coin », souligne par exemple Henry, le bourreau des Brésiliens (0-1). Makélélé se fend, face caméra, d'un surprenant : « Brésil ou pas, m'en bats les couilles. Brésil ou pas, Ronaldinho, machin chouette, rien à foutre ! » Des déclarations qui ont fait le tour du monde, le buzz et qui sont mêmes devenues un GIF que l'on retrouve souvent sur les réseaux sociaux[34].
- En 2019, dans un documentaire réalisé par RMC Sport, l'ancien joueur de l'équipe de France témoigne et se souvient du jour où il a affronté Messi. Lors de cette rencontre, le 22 février 2006, le jeune talent dispute son premier grand choc européen face à Chelsea. Ce soir-là, il a notamment fait la connaissance de Claude Makélélé. La Pulga a tenté de lui mettre un petit pont, mais le Français ne s'est pas laissé faire : « Il me fait un petit pont et veut récupérer le ballon derrière. À notre époque on nous a appris c'est le ballon qui passe, mais pas le joueur, ou l'inverse, après je vais vers lui en lui demandant : « Mais tu t'attendais à quoi ? ». » L’ancien de Chelsea ou du Real Madrid a eu toutes les peines du monde face à un gamin sorti de nulle part[35].
- Interrogé par William Gallas en 2019, Claude Makélélé est revenu sur les moments forts de sa carrière avec notamment une approche très particulière de ses duels avec Ronaldinho, il l'avait défié lors de son passage à Chelsea quand le Brésilien évoluait au FC Barcelone. Les deux clubs s’étaient affrontés deux années consécutives en 8e de finale de la Ligue des champions (2004-2005 et 2005-2006). Et Makélélé en conserve un souvenir particulier[36]. « Zidane c’était un artiste, mais chaque mouvement qu’il faisait, c’était pour emmener un plus offensivement ou aller de l’avant. Pourtant il en a pris, des coups, tout ça. Dans ce contexte là, tu ne peux rien dire. Ronaldinho, pareil, dans ce contexte là, tu ne peux rien dire. Mais à un moment il commençait à abuser, remémore-t-il à William Gallas. Tu te rappelles ? il y a eu des situations où il arrive, il bloque le ballon, etc, etc. Moi je lui ai dit : « petit, je préfère que tu viennes et que tu me dribbles dans de bonnes conditions. Mais tous tes trucs de Playstation là, moi je vais t’envoyer à l’hôpital. Qu’est-ce qu’il a fait ? Il a donné son ballon et m’a dit : vieux père, excuse-moi »[37].